# Labirintul magic
Labirintul magic (1980) (titlu original The Magic Labyrinth) este un roman science fiction, al patrulea din seria Lumea Fluviului creată de Philip José Farmer. Titlul derivă din versurile poemului lui Sir Richard Burton, The Kasîdah of Hâjî Abdû El-Yezdî: 
Reason is Life's sole arbiter, the magic Laby'rinth's single clue:
Worlds lie above, beyond its ken; what crosses it can ne'er be true.
(Rațiunea e al vieții-unic arbitru, singură cheie-n labirintul magic:
Deasupra lumile-s întinse, sub orizont; ce-l traversează nu este real.)
Inițial, această carte se dorea a fi ultima din serie. continuând aventurile diverselor personaje cum ar fi Sir Richard Burton, Cyrano de Bergerac, Alice Liddell, Tom Mix și Mark Twain prin ciudata viață de apoi în care toți oamenii care au trăit pe Pământ sunt înviați simultan în valea unui fluviu care străbate întreaga planetă. Multe dintre enigmele legate de crearea și scopul Lumii Fluviului își găsesc răspuns aici, dar câteva rămân nerezolvate, determinându-l pe Farmer să scrie un al cincilea și ultim roman, Zeii Lumii Fluviului, in 1983.
Edgar L. Chapman a scris, în 1984, o biografie a lui Farmer intitulată The Magic Labyrinth of Philip José Farmer.

## Acțiunea romanului
Cartea începe din perspectiva străinului misterios cunoscut sub numele de X, Eticul renegat care a contactat oamenii din valea fluviului, cerându-le ajutorul. El s-a dat drept inginerul Barry Thorne, omorându-i printr-un sabotaj pe o parte dintre membrii vehiculului zburător care ajunsese la turn, dintre care mulți erau Etici. Acum el apare drept un mayaș numit Ah Qaaq și călătorește alături de poetul chinez Li Po. Identitatea lui este desconspirată de Monat Graatut, conducătorul proiectului Lumii Fluviului. Locuitorii turnului de la capătul fluviului sunt omorâți, iar învierile oprite, astfel încât agenții din vale să nu se mai poată întoarce la el.
Blocat în vale, X caută un mod de a călători în amonte. În timpul călătoriei asistă la distrugerea malului stâng al fluviului, al cărui locuitori îl invadează pe cel drept, jumătate din omenire fiind ucisă. Când un eveniment similar avusese loc la căderea meteoritului descoperit de Samuel Clemens, stricăciunile fuseseră reparate de Etici, dar acum ei sunt fie morți, fie captivi de-a lungul fluviului. 
În același timp, Sir Richard Burton și prietenii săi se alătură echipajului vasului regelui Ioan Fără-de-Țară, Rex Grandisimus, devenind șeful securității în urma cataclismului care devastează malul stâng al fluviului. Tom Mix, Jack London și Peter Jairus Frigate se alătură și ei echipajului, moment în care ultimul află despre agentul care îi furase identitatea.  
Celălalt Frigate dispare, dar companionul său, Monat Graatut, se îmbarcă pe vasul lui Samuel Clemens, unde este omorât de Eticul renegat.  
În cele din urmă, cele două vase ajung în Virolando, un lac imens care este ultima zonă locuită înaintea capătului fluviului. El este, de asemenea, casa pacifistei Biserici a Celei De-a Doua Șanse, în cadrul căreia a devenit preot Hermann Göring. Aici are loc ultima reglare de conturi dintre regele Ioan Fără-de-Țară și Samuel Clemens, în timpul căreia cele două vase sunt scufundate cu tot cu echipaje, iar cei doi își găsesc sfârșitul. 
Printre supraviețuitori din cele două echipaje se numără Burton, Frigate, Alice, Kaz, Joe Miller, Li Po, Ah Qaaq și Nur ed Din. Lor li se alătură pianistul american Tom Turpin, romanciera engleză Aphra Behn și soldatul francez Jean Marcelin, Baron de Marbot. Ei escaladează cascada de la capătul fluviului și pătrund în turn, unde îl demască pe Ah Qaaq ca fiind Eticul renegat. El își dezvăluie adevărata identitate ca fiind Loga, fiul regelui Priam al Troiei.  Ca toți copii decedați înainte de a împlini 5 ani, fusese readus la viață pe Lumea Grădină, unde Eticii extratereștri îl crescuseră pentru a deveni agent al lor. Scopul Lumii Fluviului se dovedește astfel a fica fi un test moral pentru omenire, oferindu-i acesteia șansa iluminării. Când proiectul avea să se încheie, sufletele acelora care nu atinseseră iluminarea urmau să fie lăsate să rătăcească fără țintă prin univers. Obsedat de ideea de a-și scuti de acest destin familia pe care o avusese pe Pământ, Loga ajunge să saboteze proiectul, trezindu-l pe Burton înaintea învierii pe Lumea Fluviului, recrutându-i pe Clemens și pe ceilalți și folosind sateliții pentru a călăuzi meteoritul să cadă în apropierea lui Clemens.  
În timp ce aceste lucruri sunt dezvăluite, se constată că există o eroare în computerul care conduce turnul. În cazul că aceasta nu putea fi reparată, funcționarea computerului avea să înceteze. Astfel, toate sufletele (stocate sub formă de wathan) ar fi fost pierdute, iar oamenii morți nu ar mai fi putut fi readuși la viață. Din păcate, se dovedește că Monat blocase accesul altor utilizatori la computer, dar Alice descoperă o metodă de a trece de interdicție prin intermediul unei manevre periculoase și posibil fatale. Ea va fi efectuată de Göring, care urmărise grupul până la turn, iar computerul este repus în funcțiune.